# Tomáš Polák
Pour les articles homonymes, voir Polak.
Tomáš Polák est un joueur d'échecs tchèque né le 24 avril 1974 à Brno. 
Au 1er mars 2021, il est le neuvième joueur tchèque avec un classement Elo de 2 553 points.

## Biographie
Grand maître international depuis 2000, Tomáš Polák a remporté le championnat de la République tchèque d'échecs en 2007 (au départage devant Babula), et la médaille d'argent au championnat tchèque en 2008 et 2010, puis la médaille de bronze en 2011. Il finit à la 58e place du championnat d'Europe d'échecs individuel de 2005 avec 7,5  points sur 13.
Tomáš Polák remporta le tournoi d'Olomouc en 1997 devant Babula et Movsessian, le festival de Brno en 2009 (ex æquo avec Simacek et Bernasek) et 2015 et le tournoi de Blansko en septembre 2019 avec 7 points sur 9.
Tomáš Polák a représenté la République tchèque lors des olympiades de 1998 et 2000, marquant quatre points sur 8 au premier échiquier en 1998 et 4,5 points en huit parties au deuxième échiquier de réserve lors de l'Olympiade d'échecs de 2000.
Il participa au championnat d'Europe par équipes de 2007 et à cinq coupes Mitropa de 1991 à 2006.